# Restauració digital de documents sonors i audiovisuals
La restauració de documents sonors (gravacions)  i audiovisuals  integra tots els processos tècnics necessaris per recuperar la qualitat de les imatges i sons que han patit un procés de degradació per diferents causes. Des de fa ja uns quants anys, aquestes tècniques han permès la recuperació d'una gran quantitat de fons documentals i la seva preservació per al futur. En molts casos, la migració a formats i suports de tipus digital ha estat la clau per evitar que els documents pateixin una obsolescència tecnològica que n'impedeixi la seva conservació a llarg termini i la possibilitat de recuperar-los per a la seva investigació. Igual que en el cas dels documents de text (essencialment amb el paper com a suport) i d'imatge (positius i negatius de fotografies), la restauració digital ha esdevingut un objectiu prioritari de moltes organitzacions que tenien els seus arxius documentals en una situació precària. L'objectiu final, en aquest sentit, és la salvaguarda del patrimoni sonor i audiovisual.

## Degradació i obsolescència dels documents sonors i audiovisuals

### Causes i factors que intervenen

#### Ambientals
- Condicions inadequades de temperatura i humitat relativa dels dipòsits: depenent de cada tipus de suport, els documents han de guardar-se en dipòsits en els que la temperatura i la humitat estiguin controlades i limitades a una rang de valors, que dependrà de cada suport. Al cas de la humitat, afecta més als suports analògics, mentre la temperatura pot afectar ambdues famílies de suports per igual. A la taula següent es mostren els valors recomanats per la International Federation of Library Associations and Institutions (IFLA):

|                   | Temperatura (°C) | Humitat relativa (%) |
| ----------------- | ---------------- | -------------------- |
| Suports òptics    | 1 - 20           | 40                   |
| Suports magnètics | 15 +/- 3         | 30 - 40              |

- Exposició a camps magnètics: és perjudicial per a tots els suports perquè pot provocar la pèrdua parcial o total de la informació.
- Exposició  a la llum: determinats suports no han de ser exposats a intensitats de llum superiors a determinats valors. Aquest factor afecta especialment els documents audiovisuals i sonors en suport analògic.
- Contaminació ambiental: la presència de pols pot produir una degradació gradual dels suports.
- Factors químics: la composició de cada suport limita la seva vida útil, per la qual cosa els processos de conservació s'han de dur a terme de manera específica en cada cas.
- Factors biològics: l'aparició d'elements biològics com fongs i bacteris afecta de manera especial als suports magnètics i sovint va lligada a unes males condicions de temperatura i humitat.

#### D'ús i manipulació
- Ús continuat: malgrat les precaucions que es puguin prendre, els documents que experimenten un ús continuat pateixen un major desgast que fa imprescindible un seguiment acurat a efectes de tenir-los sempre en les millors condicions.
- Manipulació inapropiada: la manca de formació de les persones que manipulen els documents perjudica la seva conservació.

#### Tecnològiques
- Obsolescència dels formats analògics i digitals: la ràpida evolució de les Tecnologies de la Informació i Comunicació (TIC) propicia que tant el programari com el maquinari esdevinguin obsolets en un lapse de temps curt, dificultant la seva recuperació.
- Desaparició dels aparells de reproducció o mala conservació dels mateixos: la no disposició d'aparells capaços de reproduir suports i formats antics dificulta molt el procés de migració de la informació a suports i formats actualitzats.
- Migració deficient entre suports: una deficient planificació del procés de migració dels documents i la informació que contenen pot afectar la integritat de la informació migrada, amb les possibles pèrdues que se’n deriven.

### Conseqüències
Pèrdua general de la qualitat sonora i de la imatge produïda per decoloració, degradació, etc.
- Impossibilitat de recuperació del document per manca d'aparells que els puguin reproduir.
- Danys greus o irreparables que dificulten l'audició i la visualització, impossibilitant-la en casos extrems.

## Tècniques de restauració d'imatge i so
Són aquelles que permeten la recuperació del document original que ha resultat parcialment danyat o desgastat per qualsevol causa. La seva finalitat és recompondre l'estructura del document enfront del pas del temps, evitant que s'arribi a un punt de deteriorament que el faci irrecuperable. En aquest sentit, cada format requereix un tractament específic, segons es tracti de formats analògics o digitals audiovisuals o sonors. El procés, en tot cas, segueix les etapes següents:
- Identificació: es determinen aspectes com el format del document, tipologia, rellevància, durada, suport, aparells necessaris per a la reproducció, etc.
- Anàlisi: s'estableix l'estat en el qual es troba el document i el tractament que caldrà establir per recuperar, en la mesura del possible, el seu estat original. També s'estudien les possibilitats de migració a suports actualitzats.
- Tractament: comprèn totes les operacions tècniques que permetran millorar el seu estat.
- Conservació: finalitzada la fase anterior, es fixen les condicions de preservació i usabilitat per garantir la seva conservació.

Les tècniques emprades en aquest procés són molt variades atesa la diversitat documental, destacant les següents:
- Reparació física (neteja, restauració òptica, còpia positiva del document si es disposa dels aparells reproductors adequats, reparació de talls, esquerdes i plegaments, etc.)
- Restauració digital (per als documents digitals: recuperació de llum, color, resolució, definició, intensitat del so, nitidesa, etc.)
- Reparació química (a través de diferents procediments)
- Tractament biològic (eliminació de fongs i bacteris)
- Reintegració del suport i dels elements sustentats

## Migració a suports digitals
És el procés pel qual el contingut d'un document analògic o digital es passa a un nou suport i format digitals per permetre’n la reproducció amb aparells tecnològicament actualitzats. Al cas dels documents analògics, el procés rep el nom genèric de digitalització. Té com a principals objectius la disposició de la informació i la preservació del contingut del document, i complementa sovint el procés de restauració d'aquest. Al cas dels documents digitals, el procés es duu a terme per evitar que l'obsolescència tecnològica dificulti o impedeixi la seva reproducció (tant per evolució del maquinari com del programari). Per dur-la a terme, en cada cas cal estudiar el mètode més adient que eviti al màxim la pèrdua de dades en el procés.

## Normatives internacionals
Els Estats Units són pioners en la realització de treballs i normes de permanència de la informació numèrica. L'American National Standars Institute, ANSI, va encarregar a la Photographic and Imaging Manufactureres Association (PIMA) l'elaboració i publicació de treballs i estàndards en referència a aquest tema. Es va crear un comité, el IT9 que treballa sobre la permanència dels suports fotogràfics i magnètics i també els discs òptics. Tota aquesta feina és estudiada pel comitè ISO i es convertirà en breu en normativa ISO a nivell internacional.